# Maianthemum
Maianthemum é um género botânico pertencente à família Ruscaceae.
1. ↑  «Maianthemum — World Flora Online». www.worldfloraonline.org. Consultado em 19 de agosto de 2020